# 샤쟈
필명인 샤쟈(중국어: 夏笳, 병음: Xià Jiā)로 알려져 있는 왕야오(중국어: 王瑶, 병음: Wáng Yáo)는 중국의 SF, 판타지 소설가이다. 베이징 대학 중문학부에서 비교문학과 세계문학으로 박사학위를 받고 시안 자오퉁 대학에서 중국 문학을 강의하고 있다. 단편소설로 은하상, 중국성운상 등을 수상했다. 대표작으로 중편 《구주·여관》(九州·逆旅, 2009), 작품집 《요정을 가두는 병》(关妖精的瓶子, 2004), 《당신이 도달할 수 없는 시간》 (你无法抵达的时间, 2012) 등이 있다. 